# Gomia
Gomia è un arrondissement del Benin situato nella città di Bembèrèkè (dipartimento di Borgou) con 26.542 abitanti (dato 2006).